# Фролов Олександр Сергійович
Олександр Сергійович Фролов (рос. Фролов Александр Сергеевич; 21 серпня [3 вересня] 1902, Гатчина — 9 серпня 1952, Москва) — радянський воєначальник, віце-адмірал.

## Біографія
О. С. Фролов народився 21 серпня 1902 року в Гатчині нині Ленінградської області. Розпочав військову службу з шістнадцяти років, пройшов шлях від рядового бійця до адмірала. Був радянським воєначальником і членом КПРС з 1925 року. У РСЧА з 1918 року, у ВМФ із 1922 року. Закінчив Військово-морське училище імені М. В. Фрунзе в 1927, підводний клас Спецкурсів удосконалення командного складу (1930), курси при Військово-морській академії (1932) і Військову академію Генштабу (1951).
У 1918—1920 роках служив рядовим у військах зв'язку, з 1920 року — в органах ВНК, брав участь у придушенні Кронштадтського повстання (1921). Із 1927 року на Чорноморському флоті: командир роти навчального загону, вахтовий начальник тральщика, помічник комісара і комісар підводного човна «Комуніст», командир ПЧ Д-4 «Революціонер», командир дивізіону, начальник штабу і командир бригади ПЧ. З вересня 1940 року заступник начальника штабу Чорноморського флоту.
У роки Німецько-радянської війни командував Новоросійською військово-морською базою (липень—вересень 1941 року), із вересня 1941 року — Дунайською військовою флотилією, у листопаді 1941 — червні 1942 року — Керченською військово-морською базою.
Брав участь у Керченсько-Феодосійській десантній операції. Із червня 1942 по січень 1943 року начальник тилу Чорноморського флоту. Із січня 1943 року начальник управління підводного плавання ВМФ, а з листопада — консультант по військово-морських питаннях при представнику СРСР у Консультативній Раді з питань Італії (Алжир).
Із червня 1944 року начальник штабу Тихоокеанського флоту, брав участь у плануванні, підготовці та здійсненні бойових дій на морі в ході війни з Японією.
Починаючи з січня 1947 року командував 5-м ВМФ, із 1951 року був викладачем в Академії Генштабу.
Помер 9 серпня 1952 року в Москві, похований на Введенському кладовищі.

## Нагороди
- Орден Леніна
- три ордени Червоного Прапора
- Орден Ушакова I ступеня
- Орден Нахімова I ступеня
- Орден Червоної Зірки
- Медаль «За оборону Одеси»
- Медаль «За оборону Севастополя»
- Медаль «За оборону Кавказу»
- Медаль "За перемогу над Німеччиною у Великій Вітчизняній війні 1941—1945 рр .. "
- Медаль «За перемогу над Японією»